# Seirei no moribito
Seirei no Moribito (精霊の守り人?) è il primo di dieci volumi della serie "Moribito" (守り人?, Moribito), romanzi fantasy giapponesi, scritti da Nahoko Uehashi. È stato adattato in numerosi media, quali radio, manga e anime.

## Trama
Balsa è una donna guerriera in viaggio verso una città di nome Yogo. Sul ponte parallelo a quello che sta attraversando, sta sfilando il corteo imperiale. Improvvisamente il bue che traina il carro si imbizzarisce, causando la caduta nel fiume sottostante del bambino che era all'interno. La donna si getta senza esitazioni nell'acqua salvando quello che è il Principe della famiglia imperiale, Chagum.
La sera stessa la seconda imperatrice, madre di Chagum, convoca nel suo palazzo la guerriera per ringraziarla, ma soprattutto per affidarle la vita di suo figlio, messa in pericolo da alcuni tentativi, finora falliti, di omicidio, organizzati in segreto dall'imperatore stesso, al fine di scongiurare il pericolo derivante dal demone che sembra possedere il bambino.
Balsa accetta l'incarico e inizia l'avventurosa fuga.

## Personaggi
(*) personaggi introdotti nell'anime.
Balsa
Un'abile guerriera di 30 anni, la cui arma è una lancia, proveniente dalla lontana terra di Kanbal. È la figlia di Karuna Yonsa, il medico personale del re di Kanbal, Naguru; il padre di Balsa, dopo essere stato costretto dal fratello minore del re, Rogsam, ad avvelenare Naguru per permettergli di salire al trono, cominciò a temere per la vita della figlia, tanto da decidere di affidarla all'amico Jiguru Musa. Questi fu costretto così ad abbandonare il palazzo con la bambina e a fuggire lontano da Kanbal, inseguito dai soldati di Rogsam. Dopo la morte del padre Karuna, Balsa chiese a Jiguro di insegnarle a combattere per uccidere Rogsam, ma questi morì di malattia e non vi fu più bisogno di scappare. A Jiguro in punto di morte Balsa fece voto di salvare otto vite in risarcimento di quelle prese da Jiguro per proteggerla quando era ancora bambina per sfuggire al re, intraprendendo il lavoro di guardia del corpo a pagamento.
Balsa è una donna pragmatica e molto intelligente.
Chagum
Il secondo Principe della Famiglia Imperiale. Chagum ha in sé l'uovo dello spirito dell'acqua. Credendo che avrebbe disonorato la famiglia, viene segretamente condannato a morte, destino che riesce ad evitare grazie all'intervento di sua madre, la Seconda Imperatrice, che lo affida a Balsa. All'inizio si pensa che Chagum sia posseduto da un demonde dell'acqua, sconfitto dai suoi antenati circa 200 anni prima, come narrato nella Storia Ufficiale della Fondazione. Si scopre poi che l'uovo è uno spirito che assicura l'acqua alla terra e che ogni qualche centinaio di anni ricomincia il suo ciclo vitale. Il vero demone (La Lunga) sconfitto dai suoi avi è invece un demone che divora l'uovo.
Tanda
Un esperto in piante medicinali che vive nelle montagne. Le sue qualità come sciamano non sono altrettanto buone, come dice Torogai, avendo dovuto sempre curare Balsa.
Torogai
Un'anziana sciamana e maestra di Tanda. Svela la verità riguardo alla possessione di Chagum.
Jiguro
Il tutore/protettore di Balsa. Il più giovane del gruppo dei nove “Re della lancia”, uno speciale gruppo combattente di Kanbal. Uccise gli altri otto, suoi amici per proteggere Balsa, così come gli era stato chiesto dal padre di lei, suo caro amico. Rispetto al tempo della storia è morto nove anni prima, per una malattia.

### Città di Kōsenkyō (Ōgi-no-Shimo)
Tōya
Un ragazzo orfano e amico di Balsa, che vede come una sorella maggiore (neesan). Si scopre in seguito che lui e Saya sono stati salvati da Balsa, ed è così che si sono conosciuti. Questa è la ragione dietro alla frase che spesso Tōya ripete, cioè che passerebbe "attraverso il fuoco e l'acqua per Balsa-neesan".
Saya
Una ragazza orfana amica di Balsa. Dopo che Balsa e Chagum si sono rifugiati nella loro capanna subito dopo la fuga dal Palazzo imperiale, lei e Tōya devono lasciare la città e così seguono Balsa.
La Mano Blu* (Aoi-te)
Un mercante di schiavi, vecchia conoscenza di Balsa. Balsa comprerà da lui 30 schiavi per confondere la caccia all'uomo organizzata due giorni dopo la sua fuga.
Il fabbro di spade*
Un abilissimo fabbro che forgia spade per le guardie della corte imperiale. È lo stesso fabbro che creò la lancia di Jiguro, ereditata da Balsa.

### La Corte (Ōgi-no-Kami)
Mikado (Imperatore)
A causa del fatto che Chagum sembra essere posseduto e che dietro questa possessione c'è l'apparizione del Segno della Siccità, ordina l'assassinio del figlio. L'Imperatore è l'unico che può uccidere Chagum, in quanto si racconta che il suo avo salì al trono uccidendo il demone dell'acqua e che solo gli Imperatori conosco il metodo da seguire.
Ni-no-Kisaki (Seconda Imperatrice)
Madre di Chagum. Richiese l'intervento di Balsa per salvare Chagum.
Ichi-no-Kisaki (Prima Imperatrice)
Sagum (Primo Principe)
Fratello maggiore di Chagum. Quando gli averi di Chagum (presunto morto) stanno per essere bruciati, Sagum li sottrae per custodirli.

### Star Diviners (Sapienti delle Stelle)
Shuga
Tutore di Chagum. È il più giovane tra gli star diviner (riduttivo chiamarli indovini o astrologi, sono i saggi in senso ampio) di maggior livello nella storia. È tra le uniche tre persone a conoscenza dell'esistenza del gruppo dei Cacciatori, che servono l'Imperatore nell'ombra. Investiga sulla reale causa del Segno della Siccità e sulla presunta morte di Chagum in segreto.
Hibitonan
Gakai
Tutore di Sagum

### I Cacciatori (Karyūdo)
Mon (N.1)
Uno degli inseguitori iniziali mandati per recuperare Chagum dopo la sua fuga con Balsa.
Jin (N.2)
Uno degli inseguitori iniziali mandati per recuperare Chagum dopo la sua fuga con Balsa. Riuscito a prendere il principe, Jin, incurante del fatto che sarebbe stato punito con la morte, tenta di ucciderlo così che il bambino non debba morire per mano del padre. Lo fece come ricambio della gentilezza che il principe gli mostrò tempo addietro.
Zen (N.3)
Uno degli inseguitori iniziali mandati per recuperare Chagum dopo la sua fuga con Balsa.
Yun (N.4)
Uno degli inseguitori iniziali mandati per recuperare Chagum dopo la sua fuga con Balsa.
Taga*
Hyok*
Rai*
Sun*

## Media

### Romanzo
Il romanzo è stato pubblicato per la prima volta in hardback da Kaiseisha come letteratura per bambini, ma ha molti fan adulti. Shinchosha lo ha ripubblicato in bunkobon a marzo 2007.
Seirei no Moribito (Guardian of the Sacred Spirit) (ISBN 978-4035401506, 1996-07) (Bunko ISBN 978-4101302720, 2007-03)
Base della serie TV. Balsa è incaricata di proteggere un principe con un misterioso essere dentro sé.
Sarà pubblicato in inglese dalla Arthur A. Levine Books/Scholastic nell'estate del 2008; tradotta da Cathy Hirano.
Da poco tempo è stato portato anche in Italia, pubblicato dalla Salani: Moribito Il guardiano dello Spirito

### Radio drama
NHK-FM Radio Drama "Youth Adventure" (Seishun Adventure)
Il Guardiano dello Spirito Sacro (2006) 10 episodi 7/8/2006–13/8/2006 giorni festivi 22:45–23:00
Il Guardiano dell'Oscurità (2007) 10 episodi 16/4/2007–27/4/2007 giorni festivi 22:45–23:00

### Anime
La serie è stata adattata ad anime, prodotta dalla Production I.G e diretta da Kenji Kamiyama, e trasmessa in Giappone sulla rete NHK dal 7 aprile 2007. È basata interamente sul primo romanzo della serie Moribito (Guardiano), espandendo molto la parte centrale.
Nel marzo 2007, alla Tokyo International Anime Fair, Geneon ha annunciato di aver acquisito i diritti dell’anime e l’editore Scholastic di avere i diritti per la distribuzione negli Stati Uniti dei romanzi. Dopo che Geneon ha interrotto la sua divisione di distribuzione negli Stati Uniti, i diritti sono stati trasferiti a Media Blasters.

#### Episodi
| Nº | Giapponese 「Kanji」 - Rōmaji                     | In onda           | In onda |
| Nº | Giapponese 「Kanji」 - Rōmaji                     | Giapponese        |         |
| 1  | 「バルサ女用心棒」 - Barusa onna yōjinbō          | 7 aprile 2007     |         |
| 2  | 「逃げるもの 追うもの」 - Nigeru mono ō mono      | 14 aprile 2007    |         |
| 3  | 「死闘」 - Shitō                                  | 21 aprile 2007    |         |
| 4  | 「トロガイの文」 - Torogai no fumi                | 28 aprile 2007    |         |
| 5  | 「秘策、青い手」 - Hisaku, aoi te                 | 5 maggio 2007     |         |
| 6  | 「青霧に死す」 - Aogiri ni shisu                  | 12 maggio 2007    |         |
| 7  | 「チャグムの決意」 - Chagumu no ketsui            | 19 maggio 2007    |         |
| 8  | 「刀鍛冶」 - Katanakaji                           | 26 maggio 2007    |         |
| 9  | 「渇きのシュガ」 - Kawaki no Shuga                | 2 giugno 2007     |         |
| 10 | 「土と英雄」 - Tsuchi to eiyū                     | 9 giugno 2007     |         |
| 11 | 「花酒をタンダに」 - Hanazake wo Tanda ni         | 16 giugno 2007    |         |
| 12 | 「夏至祭」 - Geshisai                             | 23 giugno 2007    |         |
| 13 | 「人でなく虎でなく」 - Hito de naku, tora de naku | 30 giugno 2007    |         |
| 14 | 「結び目」 - Musubime                             | 7 luglio 2007     |         |
| 15 | 「夭折」 - Yōsetsu                                | 14 luglio 2007    |         |
| 16 | 「ただひたすらに」 - Tada hitasura ni             | 21 luglio 2007    |         |
| 17 | 「水車燃ゆ」 - Suisha Moyu                        | 28 luglio 2007    |         |
| 18 | 「いにしえの村」 - Inishie no mura                | 4 agosto 2007     |         |
| 19 | 「逃亡」 - Chagumu Tōbō                           | 11 agosto 2007    |         |
| 20 | 「狩り穴」 - Kariana                              | 18 agosto 2007    |         |
| 21 | 「ジグロ・ムサ」 - Jiguro musa                    | 25 agosto 2007    |         |
| 22 | 「目覚めの季」 - Mezame no kiseki                 | 1º settembre 2007 |         |
| 23 | 「シグ・サルアを追って」 - Shigu sarua o otte     | 8 settembre 2007  |         |
| 24 | 「最後の希望」 - Saigo no kibō                    | 15 settembre 2007 |         |
| 25 | 「宴」 - Utage                                    | 22 settembre 2007 |         |
| 26 | 「旅立ち」 - Tabidachi                            | 29 settembre 2007 |         |

#### Sigle
- Sigla d'apertura: Shine, by L'Arc~en~Ciel
- Sigla di chiusura: Itoshii Hito e (愛しい人へ?), by Sachi Tainaka

## Cast dorama
Miniserie in 4 episodi trasmessa da NHK:
- Haruka Ayase
- Kai Kobayashi (attore)
- Masahiro Higashide
- Fumino Kimura
- Kento Hayashi
- Mitsuru Fukikoshi
- Yu Kamio
- Satoshi Matsuda
- Seishiro Kato
- Riana Saijima
- Kae Okumura
- Kaisei Nakano
- Yukijiro Hotaru
- Momoka Ishii
- Shido Nakamura
- Koji Kikkawa
- Reiko Takashima
- Mikijiro Hira
- Tatsuya Fujiwara
- Kaya Kiyohara
- Naho Yokomizo

Una seconda stagione di 9 episodi è andata in onda nel 2017 ed infine una terza, sempre di 9 episodi, tra il 2017 e il 2018.